# Erma EMP
Il Erma Maschinenpistole (EMP) era un mitra tedesco, conosciuto anche come MPE (Maschinenpistole Erma), realizzato dalla Erma Werke su progetto di Heinrich Vollmer. L'arma fu prodotta dal 1931 al 1938 in oltre 10.000 esemplari, in tre varianti principali, e fu esportata in Spagna, Messico, Cina nazionalista e Jugoslavia. Nella Germania nazista fu impiegata principalmente dalle Waffen-SS. Fu prodotta su licenza in Spagna dall'arsenale di La Coruña con la denominazione M41/44.

## Storia
Nei primi anni venti, Vollmer iniziò lo sviluppo dei suoi mitra. I primi modelli, chiamati VPG, VPGa, VPF e VMP1925 erano abbastanza simili al MP 18. Il VMP1925 aveva una impugnatura in legno ed era alimentato da un piccolo caricatore a tamburo da 25 colpi, connesso direttamente all'arma; fu segretamente testato dal Reichswehr, in competizione con progetti Schmeisser e Rheinmetall. Vollmer ottenne finanziamenti segreti per continuare lo sviluppo, che portò al VMP1926, che differiva dal predecessore soprattutto per l'assenza del manicotto di raffreddamento. Lo sviluppo successivo VMP1928 introduceva il caricatore da 32 colpi con bocchettone sul lato sinistro del castello. L'ultimo della serie, il VMP1930, introduceva sostanziali miglioramenti, come la telescopica della molla di recupero principale, che rendeva l'arma più affidabile e semplice da smontare sul campo. Vollemer richiese il brevetto sulla sua arma nel 1930 e lo ottenne nel 1933 (Deutsches Reichspatent 580620). La sua azienda, la Vollmer Werke, produsse solo 400 mitra VMP1930 circa, destinati alla Bulgaria. Alla fine del 1930, il Reichswehr interruppe i finanziamenti a Vollmer, che di conseguenza fu costretto a vendere i diritti su tutti i suoi progetti alla Erma Werke (abbreviazione di Erfurter Machinenfabrik, Berthold Geipel GmbH).
Il mitra che la Erma iniziò a commercializzare nel 1932 sotto il nome di EMP (Erma Machinenpistole) o MPE (Machinenpistole Erma) era essenzialmente un VMP1930 sul quale era stato reintrodotto il manicotto di raffreddamento. A parte le varianti con diverse canne e mire prodotte su richiesta dei clienti, la produzione di massa era riconducibile a tre varianti principali: una variante con canna di 300 mm, alzo posteriore e attacco per la baionetta fu venduta alla Bulgaria o alla Jugoslavia. Un secondo modello, a volte denominato MP34 o "modello standard", aveva canna lunga 250 mm ed era priva di attacco per baionetta, con mira posteriore ad alzo o semplificata a foglietta. Una terza variante, era simile alla "standard" per quanto riguarda le componenti metalliche ma rimpiazzava l'impugnatura a pistola anteriore con una cassa standard stile MP 18 con fusto zigrinato. Nel complesso, la Erma produsse 10.000 EMP. Queste furono adottata dalle Waffen SS nel 1936, oltre ad essere vendute a paesi sudamericani ed alla Spagna, che le produsse localmente come M41/44.
Nella primavera del 1939, un gran numero di repubblicani spagnoli sconfitti si rifugiarono in Francia, alle cui frontiere furono disarmati. Circa 3.250 mitra EMP dei combattenti spagnoli finirono in un magazzino francese a Clermont-Ferrand. Nei documenti francesi ci si riferisce all'arma come Erma-Vollmer. I francesi testarono le armi e decisero di immetterle in servizio con il nome PM Erma Mle 1935. Fu stampato anche il manuale provvisorio Provisoire sur le pistolet-mitrailleur Erma – Vollmer de 9 mm, pubblicato il 26 dicembre 1939 ed aggiornato il 6 gennaio 1940. Tuttavia i francesi disponevano di soli 1.540 caricatori per questi mitra, così poterono entrare effettivamente in servizio solo 700-800 armi, distribuite principalmente alla Gendarmeria mobile. Dopo l'occupazione tedesca della Francia, alcuni EMP equipaggiarono la Légion des volontaires francais contre le bolchévisme, che poi diventò la 33. Waffen-Grenadier-Division der SS "Charlemagne". I mitra francesi caduti nelle mani dei tedeschi vennero ridenominati MP 740(f).
Nella Spagna franchista, il EMP, conosciuto con la denominazione non ufficiale di subfusil Coruña fu prodotto camerato per la munizione 9 × 23 mm Largo.

## Tecnica
L'EMP era un mitra con azione a massa battente, dotato di selettore di tiro, che sparava ad otturatore aperto. Esso impiegava il caratteristico sistema di chiusura con guida telescopica per la molla di ritorno. La sicura standard era costituita da una tacca a forma di gancio nel castello, che impegnava e bloccava l'otturatore in posizione armata. Alcune versioni erano dotate di una sicura manuale addizionale sul lato sinistro del castello, dietro al bocchettone di alimentazione. Il selettore di fuoco era sul lato destro della cassa, sopra la guardia del grilletto. Sullo stesso lato era la manetta di armamento. Il bocchettone di alimentazione, sul lato sinistro del castello, era leggermente inclinato in avanti, per favorire la presentazione della munizione. La finestra di eiezione era sul lato destro.
Il calcio, con impugnatura a mezza pistola, era in legno; la "versione standard" era dotata di impugnatura frontale a pistola sotto al fusto. Le mire metalliche, a seconda della versione, potevano essere ad alzo o a due fogliette.
Una caratteristica particolare dell'arma era il chiavistello di smontaggio, posizionato dietro al ponticello del grilletto. Durante il combattimento, se il soldato lo avesse urtato inavvertitamente con le dita avrebbe causato l'istantaneo disassemblaggio dell'arma, un'evenienza potenzialmente fatale sul campo di battaglia.

## EMP 36
L'ultima versione sviluppata da Erma è conosciuta come EMP 36. Questo è considerato un modello intermedio tra l'EMP e il MP 38. Anche se molti dettagli dei meccanismi risultavano modificati, l'EMP 36 conservava la molla di ritorno telescopica, impiegata poi anche sul MP 38. Esteticamente la differenza principale era il bocchettone di alimentazione quasi verticale, anche se ancora piegato leggermente a sinistra ed in avanti. La cassa, invece che in legno massello, era realizzata in compensato con calcio metallico a stampella pieghevole. Non si conosce il progettista di quest'ultimo modello, ma è probabile fosse il fondatore stesso della Erma, Berthold Geipel, e che il nuovo modello fosse il frutto di un altro contratto segreto con la Wehrmacht.

## Utilizzatori
- Francia
- Germania
- Cina
- Messico
- Spagna
- Jugoslavia